# Madness (Guy Sebastian)
Madness è un album in studio del cantante australiano Guy Sebastian, pubblicato nel 2014.

## Tracce
1. Madness – 4:36
2. Mama Ain't Proud (featuring 2 Chainz) – 3:46
3. Like a Drum – 3:01
4. Elephant – 3:59
5. Alive – 3:43
6. Light and Shade (featuring Sage the Gemini) – 3:23
7. Linger (featuring Lupe Fiasco) – 4:13
8. One of Us – 4:44
9. Imagine the Sunrise – 3:17
10. Lighting (featuring Fatai) – 3:09
11. Come Home with Me – 3:24
12. Animal in Me – 2:52
13. The Pause – 3:57

Tracce bonus nell'edizione europea
1. Tonight Again – 3:23